# Kanton Orvault
Der Kanton Orvault war von 1982 bis 2015 ein französischer Wahlkreis im Arrondissement Nantes, im Département Loire-Atlantique und in der Region Pays de la Loire; sein Hauptort war Orvault.

## Gemeinden
Der Kanton Orvault umfasste zwei Gemeinden:
| Gemeinde | Bretonisch | Einwohner (2012) | Fläche (km²) | Code postal | Code Insee |
| -------- | ---------- | ---------------- | ------------ | ----------- | ---------- |
| Orvault  | Orvez      | 24.761           | 27,67        | 44700       | 44114      |
| Sautron  | Saotron    | 6989             | 17,28        | 44880       | 44194      |
| Kanton   |            | 31.750           | 44,95        | –           | 4454       |